# Gaëtan Llorach
Gaëtan Llorach (Saint-Martin-d'Hères, 16 gennaio 1974) è un ex sciatore alpino francese.

## Biografia
Llorach, originario dell'Alpe d'Huez, ottenne il primo piazzamento internazionale di rilievo ai Mondiali juniores di Geilo/Hemsedal 1991, quando fu 4º nel supergigante disputato l'8 aprile. Nella successiva rassegna iridata giovanile di Maribor 1992 vinse la medaglia di bronzo nella combinata, mentre in quella di Montecampione/Colere 1993 conquistò la medaglia d'oro nella discesa libera e nella combinata e quella d'argento nello slalom speciale.
Esordì in Coppa del Mondo il 29 gennaio 1994 a Chamonix in discesa libera (58º), ai Campionati mondiali a Sankt Anton am Arlberg 2001, dove si classificò 26º nello slalom speciale, e ai Giochi olimpici invernali a Salt Lake City 2002, sua unica presenza olimpica, dove non completò la combinata. Nel 2003 ottenne il miglior piazzamento in Coppa del Mondo, il 19 gennaio a Wengen in combinata (4º), e partecipò ai Mondiali di Sankt Moritz, suo congedo iridato, dove si classificò 9º nella medesima specialità.
Conquistò l'ultima vittoria in Coppa Europa, nonché ultimo podio, l'11 marzo 2006 a Kranjska Gora in slalom speciale e prese per l'ultima volta il via in Coppa del Mondo il 4 marzo 2007 nelle medesime località e specialità, senza completare la gara. Si ritirò al termine di quella stessa stagione 2006-2007 e la sua ultima gara fu uno slalom speciale FIS disputato il 6 aprile a Les Arcs, vinto da Llorach.

## Palmarès

### Mondiali juniores
- 4 medaglie:
  - 2 ori (discesa libera, combinata a Montecampione/Colere 1993)
  - 1 argento (slalom speciale a Montecampione/Colere 1993)
  - 1 bronzo (combinata a Maribor 1992)

### Coppa del Mondo
- Miglior piazzamento in classifica generale: 68º nel 2002

### Coppa Europa
- Miglior piazzamento in classifica generale: 7º nel 1998
- 9 podi (dati parziali, dalla stagione 1994-1995):
  - 4 vittorie
  - 1 secondo posto
  - 4 terzi posti

#### Coppa Europa - vittorie
| Data             | Località        | Paese    | Specialità |
| ---------------- | --------------- | -------- | ---------- |
| 7 marzo 1997     | Les Arcs        | Francia  | SL         |
| 21 dicembre 1997 | Kreischberg     | Austria  | SL         |
| 10 gennaio 1998  | Donnersbachwald | Austria  | SL         |
| 11 marzo 2006    | Kranjska Gora   | Slovenia | SL         |

Legenda:

SL = slalom speciale

### Nor-Am Cup
- Miglior piazzamento in classifica generale: 50º nel 2007
- 1 podio:
  - 1 terzo posto

### Campionati francesi
- 5 medaglie:
  - 3 ori (combinata nel 1997; combinata nel 1999; combinata nel 2002)[senza fonte]
  - 1 argento (slalom speciale nel 2004)
  - 1 bronzo (slalom speciale nel 1997)